# شعلة جربز
شعلة جُربُز (بالتركية: Şule Gürbüz)‏ (1974 -)؛ كاتبة تركية.

## عنها
ولدت شعلة جُربز في عام 1974. وقد تعلمت شعلة جُربز اللغة الأسبانية وآدابها وتعلمت أيضاً تاريخ الفن في جامعة إسطنبول ثم درست الفلسفة في جامعة كامبردج. وكانت شعلة جُربز خبيرة في إصلاح الساعات العتيقة. وبدأ عملها في هذا المجال في قصر دولماباهتشا في عام 1997. ولا تزال شعلة جُربز تواصل عملها في مبنى مديرية القصور القومية.

## أعمالها
- السرد : الحدباء، إسطنبول: الاتصالات، 1992.
- الشعر : حينما يتألم يتساقط الثلج، إسطنبول: ميتوس، 1993.
- المسرحية : ليس هناك عقل إما في العمر إما في الرأس، إسطنبول، ميتوس بويوت، 1993.
- القصة : حينما تدرك الوقت، إسطنبول، الاتصالات، 2011.
- الفن : كتابة الساعة، دار نشر رئاسة دائرة القصور القومية بالبرلمان، 2011.
- القصص القصيرة : الموت بحماس، إسطنبول: الاتصالات، 2012.

## جوائزها
- جائزة الإذاعة العامة بإتحاد الكتاب التركي لعام 2011
- جائزة قصة أوغوز أتاي عن كتاب (حينما تدرك) لعام 2012

## المنشوراتالتي توجد حولها
- أنداتش، فريدون. " النهج: برنامج الحرية عن كتاب شعلة جُربز المسمى " الحدباء وكتاب سلجوق باران المسمى رقصة التانغو الأرجنتينية " 156(أكتوبر عام 1993)
- محمد أيدين، هؤلاء النساء مع الأسف. أنك: دار نشر إيلكا، 1995. ص.316.
- سوريا إفرين، كتاب الشعراء والكتاب الشباب، إسطنبول: كابالجي، 1995.ص.164.

## وصلات خارجية
- •	المقابلة التي أجُريت مع ياسمين باي حول إصلاح الساعات
- •	المقابلة التي أجُريت مع بشار بشاران حول كتاب «في إدراك الوقت»